# Musha (Egitto)
Mūshā (in arabo موشا‎?) è un grande villaggio del Governatorato di Asyut.
Il monumento più rilevante è la moschea dedicata ad ʿAbd al-Fattāḥ b. ʿAbd Allāh b. Yas ma la maggior notorietà deriva al villaggio per l'essere stato il luogo natale di Sayyid Quṭb, ideologo dei Fratelli Musulmani, cui si richiama la parte più radicale del movimento politico egiziano fondato da al-Ḥasan al-Bannāʾ alla fine degli anni venti del XX secolo.